# Dokrai
Dokrai è un singolo della cantante bulgara Andrea, pubblicato il 22 luglio 2011 come secondo estratto dal quarto album in studio Losha.